# کلینت ایستون
کلینت ایستون (انگلیسی: Clint Easton؛ زادهٔ ۱ اکتبر ۱۹۷۷) بازیکن فوتبال اهل بریتانیا است.
از باشگاه‌هایی که در آن بازی کرده‌است می‌توان به باشگاه فوتبال هرفورد یونایتد، باشگاه فوتبال گیلینگام، باشگاه فوتبال ابسفلیت یونایتد، باشگاه فوتبال نوریچ سیتی، باشگاه فوتبال واتفورد، و باشگاه فوتبال وایکام واندررز اشاره کرد.
وی همچنین در تیم ملی فوتبال زیر ۲۰ سال انگلستان بازی کرده‌است.